# Krzysztof Żuk
Krzysztof Jan Żuk (ur. 21 czerwca 1957 w Krasnymstawie) – polski ekonomista, samorządowiec, w latach 2007–2009 podsekretarz stanu w Ministerstwie Skarbu Państwa, od 2010 prezydent Lublina.

## Życiorys
Syn Romana i Janiny. Absolwent I LO w Świdniku. W 1990 uzyskał stopień doktora nauk ekonomicznych (specjalność ekonomia polityczna) na Uniwersytecie Marii Curie Skłodowskiej na podstawie pracy pt. Formy własności środków produkcji w gospodarce polskiej i ich społeczno-ekonomiczne funkcje. Został adiunktem w Zakładzie Finansów Podmiotów Gospodarczych (Instytut Ekonomii i Finansów UMCS) na Wydziale Ekonomicznym UMCS oraz w Wyższej Szkole Ekonomii i Innowacji. Współpracował z Instytutem Badań nad Gospodarką  Rynkową.
W 1991 kandydował do parlamentu z listy KLD. Od 1990 do 1996 przewodniczył radzie miejskiej w Świdniku. W 1996 został dyrektorem lubelskiej delegatury Ministra Skarbu Państwa. Po wyborach samorządowych w 2006 powołano go na zastępcę prezydenta Lublina. Rok później został podsekretarzem stanu w Ministerstwie Skarbu Państwa.
W 2009 odszedł ze stanowiska w administracji rządowej, powracając do pełnienia funkcji zastępcy prezydenta Lublina. 16 marca 2010 wstąpił do Platformy Obywatelskiej. W wyborach w tym samym roku został wybrany na prezydenta Lublina, pokonując w drugiej turze Lecha Sprawkę (otrzymał 54,65% głosów). 13 grudnia tego samego roku został zaprzysiężony. W 2014 z powodzeniem ubiegał się o reelekcję, wygrywając w pierwszej turze z wynikiem 60,13% głosów. W 2015 był jednym z założycieli komitetu wyborczego Bronisława Komorowskiego w wyborach prezydenckich.
W listopadzie 2016 Centralne Biuro Antykorupcyjne złożyło wniosek o wygaszenie mandatu prezydenta, motywując to jednoczesnym zasiadaniem w radzie nadzorczej PZU Życie w latach 2014–2016. W lutym 2017 wojewoda lubelski Przemysław Czarnek w ramach zarządzenia zastępczego wygasił mandat prezydencki Krzysztofa Żuka, który zapowiedział zaskarżenie tej decyzji do sądu administracyjnego. Ostatecznie w 2019 Naczelny Sąd Administracyjny uznał, iż decyzja wojewody lubelskiego była zgodna z prawem.
W listopadzie 2017 został przewodniczącym struktur PO w województwie lubelskim (pokonał  Krzysztofa Grabczuka stosunkiem głosów 402:400); w 2021 nie ubiegał się o ponowny wybór na tę funkcję. W sierpniu 2018 oficjalnie zapowiedział ubieganie się o reelekcję na prezydenta Lublina i zarejestrował swój komitet wyborczy (tworzyły go PO, Nowoczesna, PSL, SLD i ruchy lokalne). W wyborach ponownie uzyskał miejską prezydenturę, otrzymując w pierwszej turze 62,32% głosów. W 2024 został wybrany na kolejną kadencję z wynikiem 57,49% głosów w pierwszej turze.

## Odznaczenia
- Krzyż Oficerski Orderu Odrodzenia Polski – 2024[15][16]
- Krzyż Kawalerski Orderu Odrodzenia Polski – 2014[17]
- Srebrny Krzyż Zasługi – 2010[18]
- Odznaka Honorowa za Zasługi dla Samorządu Terytorialnego – 2015[19]
- Order „Za zasługi” III stopnia – Ukraina, 2020[20]
- Odznaka „Za pomoc wojsku” – Ukraina, 2022[21]

## Życie prywatne
Jego pierwszą żoną była Ewa Głowacka-Żuk, z którą ma córkę i syna. Małżeństwo zakończyło się rozwodem. Jego drugą żoną została Katarzyna Mieczkowska, z którą ma syna.